# 布里西盖拉
布里西盖拉是意大利艾米利亚-罗马涅大区拉韦纳省的一个镇，面积194.3平方公里，2004年人口7,740人。